# 대구 경상감영 측우대
대구 경상감영 측우대(大邱 慶尙監營 測雨臺)는 서울특별시 동작구 기상청에 있는, 조선시대의 천문지리기구이다. 2020년 2월 27일 대한민국의 국보 제330호로 지정되었다.

## 지정 사유
국보 제330호 '대구 경상감영 측우대(大邱慶尙監營測雨臺)'는 화강암으로 만들어진 높이 46cm의 장방형 석재로, 원래 대구감영(大邱監營)에 설치되어 있었다. 전면에 '측우기(測雨器)', 후면에 '측우대, 건륭 경인년 5월에 만듦(測雨臺, 乾隆庚寅五月造)'이라고 새겨진 명문을 통해 1770년(영조 46)에 제작되었음을 알 수 있다. 일제강점기 일본인 기상학자였던 와다 유지[和田雄治]의 기록을 따르면, 이 측우대는 경상감영 선화당(宣化堂)의 뜰에 있다가 총독부관측소로 옮겨졌다고 하며, 지금은 대한민국 기상청이 소장하고 있다.
조선 15세기 측우기와 측우대 제도는 임진왜란 등을 거치며 제대로 시행되지 못하다가 1770년 영조의 명으로 다시 실행되었으며, '대구 경상감영 측우대'는 이 때 다시 시작된 측우제도를 증명해주는 유물로서 의의가 있다.
당시 영조는 세종조(世宗朝)의 옛 제도를 모방하여 측우기를 만들어 창덕궁(昌德宮)과 경희궁(慶熙宮)에 설치하라고 명하였고 전국에도 모두 만들어 설치하여 우수(雨水)의 다소를 살피도록 해, 측우기의 척촌(尺寸)이 얼마인가를 보고하게 하였다. 중요한 것은 이 때 측우대의 규격을 공식화했다는 점으로, 높이 포백척(布帛尺)으로 1자, 너비는 8치, 석대(石臺) 위 둥그런 구멍의 깊이는 1치로 규정하였다. 포백척의 1자가 약 46cm임을 감안하면, 높이 46cm인 '대구 경상감영 측우대'는 영조 대 측우대 제도가 반영되어 제작되었음을 알 수 있다.
국보 제330호 '대구 경상감영 측우대'는 조선 후기 15세기의 옛 제도를 따라 측우기와 측우대 제도를 마련하였고, 기존의 전례가 지속되었음을 알려주는 자료로서 매우 중요하다. 비록 측우기는 사라졌지만, 제작시기가 명확하고 우리나라의 체계적인 강수량 측정 역사를 알려준다는 점에서 '공주 충청감영 측우기'와 함께 국보로 지정해 역사적․과학사적 가치를 널리 알릴 필요가 있다.

## 같이 보기
- 측우기
- 공주 충청감영 측우기 - 국보 제329호

## 참고 자료
- 대구 경상감영 측우대 - 국가유산청 국가유산포털